# Малиновое (Донецкая область)
Малиновое (укр. Малинове) — посёлок в Волновахском районе Донецкой области Украины. Находится под контролем самопровозглашённой Донецкой Народной Республики.

## География

#### Соседние населённые пункты по странам света
С: Доля, город Донецк
СЗ:  Луганское
СВ: —
З: Оленовка, Новониколаевка, Сигнальное
В: Червоное, Новосёловка, Обильное, Андреевка
ЮЗ: Петровское
ЮВ: Любовка
Ю: Молодёжное

## Население
Население по переписи 2001 года составляло 92 человека.

## Общие сведения
Почтовый индекс — 85710. Телефонный код — 6244. Код КОАТУУ — 1421557101.

## Местный совет
85710, Донецкая обл., Волновахский р-н, пгт. Оленовка, ул. Ленина, д.11